# Japanagromyza nebulifera
Japanagromyza nebulifera este o specie de muște din genul Japanagromyza, familia Agromyzidae, descrisă de Mitsuhiro Sasakawa în anul 2005.
Este endemică în El Salvador. Conform Catalogue of Life specia Japanagromyza nebulifera nu are subspecii cunoscute.